# Vittoria Vetra
Vittoria Vetra es un personaje del libro Angels & Demons (Ángeles y demonios), quien acompaña a Robert Langdon, profesor estadounidense de simbología. Juntos deberán encontrar la forma de evitar las muertes de cuatro cardenales que fueron secuestrados por una secta antigua secreta llamada Illuminati.
Vittoria es la hija adoptiva de Leonardo Vetra, un reconocido físico que trabaja en el CERN, un laboratorio donde trabajan y estudian muchos científicos con fines de encontrar respuestas a las innumerables cantidades de preguntas que se hacían en la vida. Este hombre fue asesinado con una marca de fuego en el pecho, un ambigrama que decía Illuminati y a su cuerpo le faltaba uno de sus ojos. Lo mataron con el fin de encontrar el resultado de sus investigaciones con su padre, la antimateria, que fue colocada por su asesino en el corazón de la Ciudad del Vaticano. Vittoria decide ayudar a Robert en la búsqueda de la Antimateria y así, vengar la muerte de su padre encontrando al asesino.
Flexible y graciosa, es alta, de piel color castaño y pelo negro y largo. Con un rostro típicamente italiano, no de una belleza avasalladora, pero si de facciones terrenales, que proyectaban una sensualidad a flor de piel. Es maestra de hatha yoga en el CERN, es vegetariana.
Al final del libro, inicia una relación con Robert Langdon, pero en El código Da Vinci, esta relación es dejada de lado, ya que menciona que su último contacto fue en diciembre, cuando ella se iba a las costas de Java.
En la película Ángeles y demonios, Vittoria es interpretada por Ayelet Zurer.
- Datos: Q1606225